# 中华人民共和国监察法
中华人民共和国监察法是中华人民共和国的法律，是中华人民共和国国家监察制度的基本法律，于2018年3月20日在第十三届全国人民代表大会第一次会议上表决通过，同日公布施行，1997年通过的《中华人民共和国行政监察法》同步废止。
为实行《监察法》，国家监察委员会于2021年9月20日公布了《中华人民共和国监察法实施条例》，同日施行。

## 审议历程
2017年6月23日，第十二届全国人大常委会第二十八次会议对该法律草案进行了审议。
2017年11月7日，全国人大常委会公开了《中华人民共和国监察法（草案）》，征求各界意见。
2018年3月14日，《中华人民共和国监察法（草案）》发布。
2018年3月20日，第十三届全国人民代表大会第一次会议上表决通过了《中华人民共和国监察法》。

## 内容概要
《中华人民共和国监察法》分为九章六十九条，内容包括：总则、监察机关及其职责、监察范围和管辖、监察权限、监察程序、反腐败国际合作、对监察机关和监察人员的监督、法律责任和附则。其中最重要的是设立由全国人大产生的国家监察委员会和地方各级监察委，并实施有等级的监察官制度，是全面依法治国的重要组成部分。该法律也重申了中国共产党对国家监察工作的统一领导，强调党和国家的自我监督。

## 修正
2021年5月17日，国家监察委员会公开了《中华人民共和国监察法实施条例（征求意见稿）》；7月20日国家监察委员会全体会议上通过《中华人民共和国监察法实施条例》，于9月20日中华人民共和国国家监察委员会公告第1号公布，同日施行。
2024年9月13日，十四届全国人大常委会第十一次会议对《中华人民共和国监察法（修正草案）》进行了审议；2024年12月25日，十四届全国人大常委会第十三次会议通过了《关于修改〈中华人民共和国监察法〉的决定》，自2025年6月1日起施行。